# Juken Sentai Gekiranger
Jūken Sentai Gekiranger (獣拳戦隊ゲキレンジャー, Jūken Sentai Gekirenjā,  in Amerika ook wel bekend als Beast-Fist Squadron Gekiranger) is de 31e Super Sentai-serie geproduceerd door Toei. "Gekiranger" is een porte-manteau van de Japanse woorden "gekitō" (hard of sterk vechten) en "renjā" (ranger).
De serie heeft als thema de Chinese vechtsporten, met een dierenmotief. De productie begon op 29 september 2006. De serie liep van 19 februari 2007 t/m 10 februari 2008. De serie dient als basis voor de Amerikaanse serie Power Rangers: Jungle Fury.

## Verhaal
Vierduizend jaar geleden werd in China een speciale vorm van de Kenpo vechtkunst ontwikkeld, de Beast-Fist (獣拳, Jūken)-stijl. Een beoefenaar van deze vechtkunst kon de eigenschappen van het dier dat hij/zij symboliseerde nabootsen. De techniek werd ontworpen door tien mensen. Al snel ontstond echter onenigheid tussen de tien. Drie van hen waren van mening dat ze de haat en woede van mensen moesten gebruiken om hun kracht te versterken. Zo viel de techniek uiteen in twee vormen. De “goede” genaamd Geki Juuken Beast Arts (Geki Jūken Bīsuto Ātsu, ofwel Fierce Beast-Fist Beast Arts) en de slechte genaamd Rin Juuken Akugata (Rin Jūken Aku Gata ofwel, Confrontation Beast-Fist Evil Style). Dit had een gevecht tussen de 10 tot gevolg. De drie beoefenaars van de Rin Juuken Akugata stijl veranderen zichzelf in monsterlijke wezens die bekend kwamen te staan als de Fist Demons. De andere 7 veranderden in antropomorfe dieren genaamd de Fist Saints. De Fist Demons werden opgesloten.
In het heden wordt de Geki Juuken Beast Arts geleerd door meester Shā Fū. Hij heeft er zelfs een organisatie voor opgericht genaamd de SCRTC (Sukuratchi). De Rin Juuken Akugata stijl bestaat echter ook nog. Een van de meesters van deze vechtstijl, Riō, creëert de vechtkunst gemeenschap Narakudō, die het doel heeft de wereld over te nemen met een leger van uit de dood herrezen beoefenaars van Rin Juuken Akugata.
Shā Fū kiest drie van zijn studenten, Jan Kandou, Ran Uzaki, en Retsu Fukami. De drie worden de Gekirangers om de Narakudō en Riō's te stoppen. Ze krijgen later hulp van Gou Fukami en Ken Hisatsu.
Rio laat de drie Fist Demons weer vrij om de GekiRangers te verslaan. Als gevolg daarvan duiken de Fist Saints weer op en leren de GekiRangers nieuwe technieken, waaronder het bereiken van hun Super Geki-vorm. Uiteindelijk slagen de Gekirangers erin de Fist Demons te verslaan.
Dan blijkt dat er nog een derde vechtschool is, de Phantom Beast-Fist (幻獣拳, Gen Jūken). Zij gebruiken de Gekirangers en de Confrontation Beast Hall voor hun eigen plannen.

## Personages

### Gekirangers
Jan Kandou (漢堂 ジャン, Kandō Jan) / GekiRed (ゲキレッド, GekiReddo)een beoefenaar van de Fierce Beast Tiger-Fist (激獣タイガー拳, Gekijū Taigāken) stijl, maar nog altijd een beginner. Hij groeide op bij tijgers in de jungle. Derhalve is zijn oorsprong (nog) onbekend. Het leven in de wildernis heeft zijn lichaam versterkt. Hij heeft ook moeite met praten en gebruikt over het algemeen zijn eigen “taal” om dingen duidelijk te maken. Hij staat in de serie bekend als Rio's rivaal. In zijn Super Geki-vorm beoefent hij de Fierce Gorilla-fisttechniek. Jan is een van de weinigen die in staat is om “Extreme Ki” te gebruiken. Later in de serie blijkt hij de enige overlevende te zijn van een dorp dat is uitgemoord door Long. Deze herinneringen had hij lange tijd verdrongen. Jan verslaat uiteindelijk Long in een één op een gevecht.
Ran Uzaki (宇崎 ラン, Uzaki Ran) / GekiYellow (ゲキイエロー, GekiIerō)een medewerker van SCRTC en een beoefenaar van de Fierce Beast Cheetah-Fist (激獣チーター拳, Gekijū Chītāken)-stijl. Haar familie bezit een karate dojo. Ze vertrouwt meer op haar wil dan op techniek in gevechten. Ze is gespecialiseerd in snelheid, maar haar oog voor detail maakt haar vechttechniek matig. In haar Super Geki-vorm gebruikt ze de Fierce Beast-Pinguïn-fisttechniek. In de finale van de serie leerde ze ook de Confrontation Beast Hawk-Fist (臨獣ホーク拳, Rinjū Hōkuken)-stijl om Long op te sluiten.
Retsu Fukami (深見 レツ, Fukami Retsu) / GekiBlue (ゲキブルー, GekiBurū)eveneens een medewerker van SCRTC en beoefenaar van de Fierce Beast Jaguar-Fist (激獣ジャガー拳, Gekijū Jagāken)-techniek. Retsu is zeer intelligent, maar ook buitengewoon egoïstisch. Hij geeft vrijwel niets om anderen en komt altijd koud over. Hij gebruikt soms Engelse woorden in zijn taalgebruik, en is enorm gebrand op het winnen van elk gevecht. In zijn Super Geki-vorm gebruikt hij de Fierce Beast Gazelle-fisttechniek.
Gou Fukami (深見 ゴウ, Fukami Gō)/GekiViolet (ゲキバイオレット, GekiBaioretto)het vierde lid van het Gekiranger team. Beoefent de Fierce Beast wolf-Fist (激獣ウルフ拳, Gekijū Urufuken)-techniek. Hij is Retsus oudere broer van wie werd gedacht dat hij door Rio was gedood. 15 jaar geleden probeerde hij Rio te verslaan op dezelfde manier waarop de Fist Sages de Fist Demons versloegen. Dit mislukte en Gou kwam vast te zitten in de gedaante van een weerwolf. 15 jaar later werd hij eindelijk bevrijd uit zijn wolvengedaante en sloot zich bij de Gekirangers aan. Hij verandert echter van tijd tot tijd wederom in een weerwolf. Zijn geki is anders dan Kageki en het gewone Geki. Zijn Kracht heet de ShiGeki wat paarse of opgewonden geki betekent deze geki is bijna hetzelfde als kracht van de rin juken. Met behulp van Bae kon Gou zijn beestachtige kant overwinnen.
Ken Hisatsu (久津 ケン, Hisatsu Ken) /GekiChopper (ゲキチョッパー, GekiChoppā)het vijfde lid van het team, gekleed in wit. Ken is een beoefenaar van de neushoorngevechtstechniek, een van de oudste gevechtskunsten die er is. Hij heeft een krachtniveau waar zelfs de Fist Saints niet aan kunnen tippen. Ook hij kan Extreme Ki gebruiken.

### Hulp
Master Shā-Fū (マスター・シャーフー, Masuta Shā Fū)De mentor van de Gekirangers, en een meester in een nog onbekende vorm van vechtsport. Hij lijkt qua uiterlijk sterk op een antropomorfe kat.
RoboTough (ロボタフ, Robotafu)Beast-Fist Trainer. Een robot die de Gekirangers helpt bij hun training.
Miki Masaki (真咲美希, Masaki Miki)de technische adviseur van SCRTC en assistente van Shā-Fū. Ze is eveneens studente van de Fierce Beast Leopard-Fist (激獣レオパード拳, Gekijū Reopādoken) stijl.
Fist Sages (拳聖, Kensei)de legendarische bedenkers van de Fierce Beast-Fist style. Lang geleden vochten ze met de drie Fist Demons. De Fist Sages zijn allemaal antropomorfe dieren, en duiken in de serie op als leraren van de Gekirangers.
Byakko (びゃっこ, Byakko): een mysterieuze beoefenaar van de tijger vechtkunst en de voornaamste reden dat Rio steeds sterker wil worden.
GoGo Sentai Boukengerhet team uit de vorige serie.

### Confrontation Beast Hall
De Confrontation Beast Hall (臨獣殿, Rin Jū Den) is een organisatie die de kwaadaardige vorm van Jūken, ook bekend als Confrontation Beast-Fist Akugata (臨獣拳アクガタ, Rin Jūken Akugata), beoefent. Deze vechttechniek bestaat grotendeels uit natuurlijke selectie, daar alleen de sterkste de onmenselijk zware training kunnen overleven.
De groep werd opgericht door Rio, die gecommandeerd wordt door de drie demonen die 4000 jaar terug de slechte Jūken-stijl ontwierpen.
Three Fist Demons (三拳魔, Sankenma)de bedenkers van de kwaadaardige vorm van Jūken. Zij zijn:
- Sky Fist Demon Kata (空の拳魔カタ, Sora no Kenma Kata): meester in de havikvechtkunst. Hij is gespecialiseerd in lucht vechtsport en psychologische aanvallen. Hij wordt uiteindelijk vernietigd door SaiDaiOh.
- Sea Fist Demon Rageku (海の拳魔ラゲク, Umi no Kenma Rageku): meester van de kwal vechtkunst. Haar gevechtskunst houdt in dat ze fysieke aanvallen van haar tegenstander kan incasseren zonder gewond te raken. Ze werd vermoord door Long.

- Land Fist Demon Maku (大地の拳魔マク, Daichi no Kenma Maku): meester van de beer vechtkunst. Hij is vooral berucht om zijn enorme kracht. Jaren terug verwijderden de Fist Saints zijn hart om te voorkomen dat Maku zou terugkeren. Hij was de enige van de drie Fist Demons die Rio niet accepteerde. Hij wordt uiteindelijk vernietigd door SaiDaiGekiFire.

Rio (理央, Rio)de oprichter van de Controntation Beast Hall en expert in de Confrontation Beast Lion-Fist (臨獣ライオン拳, Rinjū Raionken)-techniek. Hij gehoorzaamt de drie demonen, die tot hem spreken via een armband. Rio heeft veel dode beoefenaars van de Confrontation Beast Fist stijl weer tot leven gebracht als zijn soldaten. Rio kan zijn eigen zwarte harnas oproepen voor gevechten. Hij is continu bezig zichzelf beter te trainen. Na de dood van de Fist Demons sluit hij zich aan bij de Phantom Beast-fist groep. Hier verkrijgt hij een sterkere vechtvorm genaamd Phantom King Rio.
Rio's verleden is grotendeels onbekend, zelfs voor hemzelf. Uiteindelijk blijkt dat Long, de leider van de Phantom Beasts, hem slechts gebruikt voor zijn eigen plannen, en dat alles waar Rio in geloofde niets meer was dan een leugen. Hierna voegt hij zich bij de Gekirangers om Long te verslaan.
Mele (メレ, Mere): Rio's assistente. Ze is een meester in de Confrontation Beast Chameleon-Fist (臨獣カメレオン拳, Rinjū Kamereonken) stijl. Ze is wreed en houdt ervan de zwakken te intimideren. Ze is ook verliefd op Rio en vecht voornamelijk om haar liefde voor hem te bewijzen. Net als Rio loopt ze later over naar de Phantom Beasts, waar ze de Phantom-Beast Phoenix-Fist (幻獣フェニックス拳, Genjū Fenikkusuken)-techniek leert. Zij werd als eerste achterdochtig over Longs motieven, en ontdekte dat hij Rio en haar slechts gebruikte voor zijn eigen plannen. Zij en Rio offerden zich uiteindelijk op om Long te helpen verslaan.
Bae (バエ, Bae): een beoefenaar van de Fierce Beast Fly-Fist (激獣フライ拳, Gekijū Furaiken). Hij werd verslagen door Mele en door haar verslonden, waardoor hij nu in een vliegvorm vastzit. Hij doet dienst als de vrolijke noot van de serie door de gevechten tussen de enorme monsters en mecha te verslaan als verslaggever.
Rinshīs (リンシーズ, Rinshīzu)de weer tot leven gebrachte beoefenaars van de Confrontation Beast Fist stijl. Ze dienen als de monsters van de Confrontation Beast Hall. De zwakste versies staan bekend als Rinshī (リンシー, Rinshī). Zij doen enkel dienst als soldaten. Via zware training en het verslaan van andere Rinshi in de Chamber of Trials (試しの房, Tameshi no Bou), kan een Rinshi worden veranderd in een sterkere Rinrinshī (リンリンシー, Rinrinshī).

### Phantom Beast-fist
Een derde groep in het conflict, die de strijd tussen de Gekirangers en de Confrontation Beast Hall in hun voordeel gebruikt. Zij gebruiken een vorm van Jūken gebaseerd op mythologische dieren.
Phantom Beast King (幻獣王, Genjūō)de leider van de Phantom Beast-fist. Volgens Long is Rio deze mysterieuze koning. Hij laat Rio dan ook trainen om zijn taak als de Phantom Beast King te vervullen.
Long (ロン, Ron)een mysterieuze man die in aflevering 23 opdook. Hij is een meester in de draak vechtkunst. Hij gebruikte de Fist Demons voor zijn plannen. Nadat de Fist Demons hun taak hadden vervuld, vermoordde hij Rageku. Daarna bood hij Rio aan om de Phantom Beast-fist te leren. Long is geen mens maar een onsterfelijk wezen genaamd de Infernal Dragon (無間龍, Mugenryū). Via massavernietiging probeert hij de wereld naar zijn hand te zetten. Eeuwen geleden probeerde hij de Fistdemon Maku al op te leiden tot “de vernietiger”, maar nadat Maku werd opgesloten door de Fist Saints was Long gedwongen te wachten tot Rio werd geboren. Long moordde het dorp van Jan uit, en van achter de schermen trainde hij Rio zodat die voor hem kon werken. Long werd uiteindelijk verslagen door de Gekirangers, en opgesloten in een gouden bol die nu in bezit is van Jan.
Sanyo (サンヨ, San'yo, 36-)een meester in de basilisk vechtkunst. Als Longs rechterhand werd hij als een van de eersten veranderd in een Phantom beast-krijger. Hij werd verslonden door Long toen die zijn ware gedaante aannam.

### Overig
- Cosmic Kenpō Master Pachacamac XII (宇宙拳法の使い手パチャカマック１２世, Uchū Kenpō no Tsukaite Pachakamakku Jū Ni Sei): een monster dat opgesloten zat in twee glazen bollen. Werd bevochten door de Gekirangers en de Boukengers in "Gekiranger vs. Boukenger".
- Mechung Fu (銘功夫（メカンフー）, Mekanfū): de schurk uit de Gekirangerfilm.

## Mecha

### GekiBeasts
De GekiBeasts (ゲキビースト, GekiBīsuto) zijn de mecha van de Gekiranger. Alle Mecha zullen op dieren zijn gebaseerd, zoals de Power Animals uit Hyakujuu Sentai Gaoranger. De GekiBeasts zijn in feite auraklonen van de Gekirangers, gemaakt via de Fierce Technique – Double Double Clone Fist (Gekiwaza Bai Bai Bunshin Ken).
- GekiTiger (ゲキタイガー, GekiTaigā): GekiReds mecha
- GekiCheetah (ゲキチーター, GekiChītā): GekiYellows mecha.
- GekiJaguar (ゲキジャガー, GekiJagā): GekiBlues mecha

- Legendary GekiBeasts: de Legendary GekiBeasts zijn extra GekiBeasts. De Gekirangers leren later hoe ze deze beesten kunnen oproepen. Ze kunnen extra pantser en wapens vormen voor Gekitohja.
  - GekiElephant (ゲキエレファント, GekiErefanto): GekiYellows tweede GekiBeasts die ze kan oproepen na het leren van de Elephant-Fist style.
  - GekiBat (ゲキバット, GekiBatto): GekiBlues tweede GekiBeast, die hij kan oproepen sinds hij de Bat-Fist Style heeft geleerd.
  - GekiShark (ゲキシャーク, GekiShāku): een haai Gekibeast.

- Super GekiBeastsNadat de Gekirangers hun Supervorm bereiken, kunnen ze drie nieuwe GekiBeasts oproepen:
  - GekiGorilla (ゲキゴリラ, GekiGorira): Gekireds Super GekiBeast
  - GekiGazelle (ゲキガゼル, GekiGazeru): Gekiblues Super GekiBeast.
  - GekiPinguin (ゲキピンゲン, GekiPengen): GekiYellows Super GekiBeast

- GekiWolf (ゲキウルフ, GekiUrufu): GekiViolets GekiBeast.

- SaiDain (サイダイン, Saidain): GekiChoppers GekiBeast.

### RinBeasts
De RinBeasts (リンビースト, RinBīsuto) zijn de mecha van de Confrontation Beast Hall, gemaakt op dezelfde wijze als de GekiBeasts:
- RinLion (リンライオン, RinRaion): Rio’s RinBeast in de vorm van een leeuw.
- RinChameleon (リンカメレオン, RinKamereon): Mele's RinBeast in de form van een kameleon.

### Mechacombinaties
- Beast-Fist Giant GekiTohja (獣拳巨人ゲキトージャ, Jūken Kyojin GekiTōja): de primaire robot van de Gekirangers. GekiToja is gewapend met een driedelige staf. De Gekirangers bevinden zich in een ruimte binnenin GekiToja. In die ruimte beoefenen zij hun vechttechniek, en GekiTojah maakt al hun bewegingen na.
  - GekiElephanTohja (ゲキエレファントージャ, Gekierefantōja): de combinatie van GekiTohja met de GekiElephant. Deze versie van GekiTohja beschikt over meer pantser en een sloopkogel als wapen genaamd de EleHammer (エレハンマー, Erehanmā).
  - GekiBatTohja (ゲキバットージャ, Gekibattōja): combinatie van GekiTohja met GekiBat. GekiBats vleugels vormen zwaarden die GekiTohja kan gebruiken als extra wapens. Zijn aanval heet de Great Degree Fan (大分分扇, Dai Bun Bun Sen).
  - GekiSharkTohja (ゲキシャークトージャ, GekiShākutōja): de combinatie van GekiTohja met GekiShark. GekiTohja krijgt een nieuw harnas en twee zwaardwapens bij deze combinatie.
  - GekiRinTohja (ゲキリントージャ, GekiRinTōja): de combinatie van GekiTohja met de twee RinBeasts. RinLion vormt een torsopantser met een nieuwe rechterarm, en RinChameleon een nieuwe linkerarm. Deze combinatie werd geïntroduceerd in de film.
  - GekiTohja Wolf (ゲキトージャウルフ, GekiTōja Urufu): een combinatie waarbij GekiWolf de positie van GekiCheetah inneemt.
  - GekiRinTohja Wolf (ゲキリントージャウルフ, GekiRinTōja Urufu): een combinatie van GekiTohja Wolf met de RinBeasts. Werd gebruikt in Gekiranger vs. Boukenger.

- Herculean Giant GekiFire (剛力巨人ゲキファイヤー, Gōriki Kyojin GekiFaiyā): de combinatie van de drie Super GekiBeasts. Kan net als GekiTohja combineren met de Legendary GekiBeasts voor extra kracht.
  - GekiBatFire (ゲキバットファイヤー, GekiBattōFaiyā): combinatie met GekiBat.
  - GekiSharkFire (ゲキシャークファイヤー, GekiShākuFaiyā): combinatie met GekiShark.
  - GekiElephantFire (ゲキエレファントファイヤー, GekiErefantoFaiyā): combinatie met GekiElephant.
  - SaiDaiGekiFire (サイダイゲキファイヤー, SaiDaiGekiFaiyā): combinatie van GekiFire met GekiWolf en SaiDain.

- Beast-Fist Giant God SaiDaiOh (獣拳巨神サイダイオー, Jūken Kyojin SaiDaiŌ): of kortweg SaiSaioh. Deze robot transformeert uit DaiDain en is de persoonlijke mecha van GekiChopper. Vecht met een zwaard.
  - SaiDaiGekiTohja (サイダイゲキトージャ, SaiDaiGekiTōja): een combinatie van SaiDaiO met GekiTiger.
  - SaiDaiGekiFire (サイダイゲキファイヤー, SaiDaiGekiFaiyā): een combinatie van SaiDaiO met GekiGorilla.
  - SaiDaiGekiRinTohja (サイダイゲキリントージャ, SaiDaiGekiRinTōja): een combinatie van SaiDaiO met GekiRinTohja.

## Afleveringen
Alle afleveringen van Gekiranger zijn vernoemd naar de lessen die de Gekirangers krijgen.
1. Lesson 1: Niki-Niki! Fierce Beast-Fist! (修行その１ ニキニキ！激獣拳, Shugyō Sono Ichi: Niki-Niki! Geki Jūken)
2. Lesson 2: Waki-Waki! Beast-Fist Gattai! (修行その２　ワキワキ！獣拳合体, Shugyō Sono Ni: Waki-Waki! Jūken Gattai)
3. Lesson 3: Shio-Shio! Cleaning Power (修行その３ シオシオ！そうじ力, Shugyō Sono San: Shio-Shio! Sōjiryoku)
4. Lesson 4: Zowa-Zowa! The Five Venom Fists (修行その４　ゾワゾワ！五毒拳, Shugyō Sono Yon: Zowa-Zowa! Godokuken)
5. Lesson 5: Uja-Uja! What Should I Do? (修行その５　ウジャウジャ！どーすりゃいいの？, Shugyō Sono Go: Uja-Uja! Dōsuryaiino?)
6. Lesson 6: Juwān! …What's That? (修行その６　ジュワーン！って、何？, Shugyō Sono Roku: Juwān! 'tte, Nani?)
7. Lesson 7: Shuba-Shuba Dancing! (修行その７　シュバシュバ踊ろう！, Shugyō Sono Nana: Shuba-Shuba Odorō!)
8. Lesson 8: Koto-Koto…Earnestly Koto-Koto (修行その８　コトコト…ひたすらコトコト, Shugyō Sono Hachi: Koto-Koto… Hitasura Koto-Koto)
9. Lesson 9: The Kena-Kena Woman (修行その９　ケナケナの女, Shugyō Sono Kyū: Kena-Kena no Onna)
10. Lesson 10: Jara-Jara Attack! The First Errand (修行その１０　ジャラジャラ襲撃！はじめてのおつかい, Shugyō Sono Jū: Jara-Jara Shūgeki! Hajimete no Otsukai)
11. Lesson 11: Ukya-Ukya! Beast-Fist Armament (修行その１１　ウキャウキャ！獣拳武装, Shugyō Sono Jū Ichi: Ukya-Ukya! Jūken Busō)
12. Lesson 12: Zowan-Zowan! Confrontation Beast-Fist, Training Starts (修行その１２　ゾワンゾワン！臨獣拳、修行開始, Shugyō Sono Jū Ni: Zowan-Zowan! Rinjūken, Shugyō Kaishi)
13. Lesson 13: Shin-Shin! Dance of the Ghosts (修行その１３　シンシン！精霊の舞い, Shugyō Sono Jū San: Shin-Shin! Seirei no Mai)
14. Lesson 14: Netsu-netsu! Forget the technique (修行その１４ ネツネツ！技を捨てろ, Shugyō Sono Jū Yon: Netsu-Netsu! Waza wo Sutero)
15. Lesson 15: Howa-Howa! Mama Work (修行その15　ホワホワ！ママ業, Shugyō Sono Jū Go: Howa-Howa! Mama Gyō)
16. Lesson 16: Jiri-Jiri! Confrontation Beast Hall, Extra-curricular Class (修行その16　ジリジリ！臨獣殿、課外授業, Shugyō Sono Ju Roku: Jiri-Jiri! Rinjūden, Kagai Jugyō)
17. Lesson 17: Goro-Goro! Teacher and Student Love (修行その17　ゴロゴロ！師弟愛, Shugyō Sono Jūnana: Goro-Goro! Shitei Ai)
18. Lesson 18: Sharkin-Kīn! The Body is Strong (修行その18　シャッキンキーン！身体、強い, Shugyō Sono Jūhachi: Shakkin-Kīn! Karada, Tsuyoi)
19. Lesson 19: Gokin-Gokin! Showdown with Rio (修行その19　ゴキンゴキン！理央と対決, Shugyō Sono Jūkyū: Gokin-Gokin! Rio to Taiketsu)
20. Lesson 20: Gicho-Gicho! Triangle Match (修行その20　ギチョギチョ！トライアングル対抗戦, Shugyō Sono Nijū: Gicho-Gicho! Toraianguru Taikōsen)
21. Lesson 21: Biki-Biki-Biki-Biki! Extreme Ki Extremely (修行その21　ビキビキビキビキ！カゲキに過激気, Shugyō Sono Nijūichi: Biki-Biki-Biki-Biki! Kageki ni Kageki)
22. Lesson 22: Kyui-Kyui! Date with a Celebrity (修行その22　キュイキュイ！セレブとデート, Shugyō Sono Nijūni: Kyui-Kyui! Serebu to Dēto)
23. Lesson 23: Gure-Gure! Sukeban Captain (修行その23　グレグレ！スケ番キャプテン, Shugyō Sono Nijūsan: Gure-Gure! Sukeban Kyaputen)
24. Lesson 24: Garu-Garu! What!? My Younger Brother!? (修行その24　ガルガル！なんてこった、弟が！？, Shugyō Sono Nijūyon: Garu-Garu! Nante Kotta, Otōto ga!?)
25. Lesson 25: Hine-Hine! Just My Violet Fierce Ki (修行その25　ヒネヒネ！俺だけの紫激気, Shugyō Sono Nijūgo: Hine-Hine! Ore Dake no Shigeki)
26. Lesson 26: Mohe-Mohe! Consulting your Worries (修行その26　モヘモヘ！お悩み相談, Shugyō Sono Nijūroku: Mohe-Mohe! Onayami Sōdan)
27. Lesson 27: Beran-Beran! Burn, Commentator (修行その27　ベランベラン！燃えよ実況, Shugyō Sono Nijūnana: Beran-Beran! Moeyo Jikkyō)
28. Lesson 28: With Bishi-Bishi Pikīn Osu! (修行その28　ビシビシピキーンで押忍！, Shugyō Sono Nijūhachi Bishi-Bishi Pikīn de Osu!)
29. Lesson 29: Guda-Guda Here-Here! Shopping (修行その29　グダグダヘレヘレ！ショッピング, Shugyō Sono Nijūkyū: Guda-Guda Here-Here! Shoppingu)
30. Lesson 30: The Sei-Sei and Dou-Dou Woman (修行その30　セイセイでドウドウの女, Shugyō Sono Sanjū: Sei-Sei de Dō-Dō no On'na)
31. Lesson 31: We Muni-Muni! (修行その31　俺たちムニムニ！, Shugyō Sono Sanjūichi: Oretachi Muni-Muni!)
32. Lesson 32: Zowangi-Zowango! The Gathering, Beast Origin Village (修行その32 ゾワンギゾワンゴ！集結、獣源郷, Shugyō Sono Sanjūni: Zowangi-Zowango! Shūketsu, Jūgenkyō)
33. Lesson 33: Fure-Fure Gatchiri! Kung Fu Chūshingura (修行その33 フレフレガッチリ！カンフー忠臣蔵, Shugyō Sono Sanjūsan: Fure-Fure Gatchiri! Kanfū Chūshingura)
34. Lesson 34: Gowan-Gowan's Dain-Dain! Beast Fist Giant God, Hope Comes (修行その34 ゴワンゴワンのダインダイン！獣拳巨神、見参, Shugyō Sono Sanjūyon: Gowan-Gowan no Dain-Dain! Jūken Kyojin, Kenzan)
35. Lesson 35: Gyuon-Gyuon! Beast Power Bloom (修行その35　ギュオンギュオン！獣力開花, Shugyō Sono Sanjūgo: Gyuon-Gyuon! Jūriki Kaika)
36. Lesson 36: Mukyu-Mukyu! The Three Phantom Thief Sisters (修行その36　ムキュムキュ！怪盗三姉妹, Shugyō Sono Sanjūroku: Mukyu-Mukyu! Kaitō San Shimai)
37. Lesson 37: Gyan-Gyan! Useless Arranged Marriage Discussion (修行その37　ギャンギャン！お見合い問答無用, Shugyō Sono Sanjūnana: Gyan-Gyan! Omiai Mondō Muyō)
38. Lesson 38: Biba-Biba! Another Retsu (修行その38　ビバビバ！もう一人のレツ, Shugyō Sono Sanjūhachi: Biba-Biba! Mō Hitori no Retsu)
39. Lesson 39: Uro-Uro! The Children Don't Return (修行その39　ウロウロ！帰らない子供たち, Shugyō Sono Sanjūkyū: Uro-Uro! Kaeranai Kodomotachi)
40. Lesson 40: Head, Bakān! The Shocking Truth (修行その40　頭、バカーン！衝撃の事実, Shugyō Sono Yonjū: Atama, Bakān! Shōgeki no Jijitsu)
41. Lesson 41: Zushi-Zushi! No More (修行その41　ズシズシ！もうやだ, Shugyō Sono Yonjūichi: Zushi-Zushi! Mō Yada)
42. Lesson 42: Wasshi-Wasshi Moving On! (修行その42　ワッシワッシで乗り越えろ！, Shugyō Sono Yonjūni: Wasshi-Wasshi de Norikoero!)
43. Lesson 43: Hapi-Hapi! Merry Christmas, Osu (修行その43　ハピハピ！メリークリスマス、押忍, Shugyo Sono Yonjūsan: Hapi-Hapi! Merī Kurisumasu, Osu)
44. Lesson 44: Wafu-Wafu! Father's Melody (修行その44　ワフワフ！父ちゃんのメロディ, Shugyō Sono Yonjūyon: Wafu-Wafu! Tōchan no Merodi)
45. Lesson 45: Pikīn! Showdown of Destiny (修行その45　ピキーン！宿命の対決, Shugyō Sono Yonjūgo: Pikīn! Shukumei no Taiketsu)
46. Lesson 45: Pikīn! Showdown of Destiny (修行その45　ピキーン！宿命の対決, Shugyō Sono Yon-jū Go: Pikīn! Shukumei no Taiketsu)
47. Lesson 46: Gyawa-Gyawa Memories (修行その46　ギャワギャワの記憶, Shugyō Sono Yon-jū Roku: Gyawa-Gyawa no Kioku)
48. Lesson 47: Pika-Pika! My Path (修行その47　ピカピカ！俺の道, Shugyō Sono Yon-jū Nana: Pika-Pika! Ore no Michi)
49. Lesson 48: Saba-Saba! Crucial Fist Judgement (修行その48　サバサバ！いざ拳断, Shugyō Sono Yon-jū Hachi: Saba-Saba! Iza Ken Dan)
50. Lesson 49: Zun-Zun! The Beast-Fist, for All Time… (修行その49　ズンズン！獣拳は、ずっと…, Shugyō Sono Yon-jū Kyū: Zun Zun! Jūken wa, Zutto…)

### Specials
- Gekirangers The movie: de Gekirangerfilm. De film speelt zich af in Hong Kong. In de film bevechten de GekiRangers de vechtschool van Mechung Fu (銘功夫（メカンフー）, Mekanfū) om Hong Kong te beschermen.

- Juken Sentai Gekiranger vs. Boukenger (獣拳戦隊ゲキレンジャー VS ボウケンジャー, Jūken Sentai Gekirenjā tai Bōkenjā): cross-over met GoGo Sentai Boukenger.